# God Met Ons

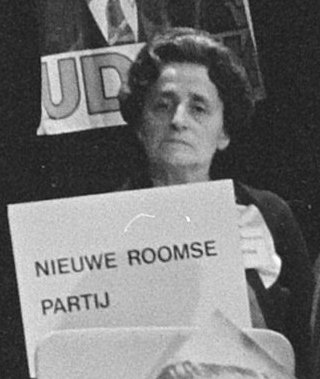
God Met Ons-oprichtster H.M.G. Cuijpers-Boumans (1971)

God Met Ons was een Nederlandse conservatief-katholieke politieke partij die actief was van circa 1980 tot 1990.
De partij werd opgericht door Tine Cuijpers-Boumans die tussen 1970 en 1972 de Nieuwe Roomse Partij (NRP) leidde en daarna kort actief was in de Rooms Katholieke Partij Nederland (RKPN). God Met Ons nam in 1981, 1982 en 1986 deel aan de Tweede Kamerverkiezingen zonder een zetel te behalen. Ook nam de partij deel aan gemeenteraads- provinciale staten- en Europese Parlementsverkiezingen. De partij had als belangrijkste standpunten het tegenhouden van de legalisatie van de abortus, de terugkeer van het gebed in de troonrede en het gebruik van duidelijke taal door politici. De partij zag af van deelname aan de Tweede Kamerverkiezingen 1989 omdat Cuijpers zich daarvoor te oud achtte. Hierna werd de partij opgeheven.

## Tweede Kamerverkiezingen
- 1981: 918 stemmen, 0,01%
- 1982: 3157 stemmen, 0,04%
- 1986: 2375 stemmen, 0,03%